# Vikers distrikt
Vikers distrikt är ett distrikt i Nora kommun och Örebro län. Distriktet ligger omkring Dalkarlsberg i sydvästra Västmanland och gränsar till Närke.

## Tidigare administrativ tillhörighet
Distriktet inrättades 2016 och utgörs av en del av området Nora stad omfattade till 1971, delen som före 1965 utgjorde Vikers socken.
Området motsvarar den omfattning Vikers församling hade vid årsskiftet 1999/2000.

## Tätorter och småorter
I Vikers distrikt finns en småort men inga tätorter.

### Småorter
- Dalkarlsberg